# ای‌آرای پاتاگونیا (بی-۱)
ای‌آرای پاتاگونیا (بی-۱) (به انگلیسی: ARA Patagonia (B-1)) یک کشتی بود که طول آن ۱۵۷٫۲ متر (۵۱۶ فوت) بود. این کشتی در سال ۱۹۷۶ ساخته شد.